# Peter Jennings
Peter Charles Archibald Ewart Jennings (Toronto, 29 de julho de 1938 — Manhattan, 7 de agosto de 2005) foi o âncora da rede ABC dos anos 80 aos 2000.

## Carreira
Jennings passou o final da década de 1950 e início da década de 1960 trabalhando em entrevistas e reportagens para produções canadenses, como a série de documentários Close-Up, o programa de relações públicas Let's Face It, o talk show da tarde Time Out, e o programa de entrevistas noturno Vue. Em 1962, ele começou a trabalhar no CTV National News, o primeiro noticiário nacional do Canadá. Nos Estados Unidos em 1964 cobriu a Convenção Nacional Democrata para esse programa, Jennings foi oferecido um emprego pelo presidente da ABC News. Apesar do nervosismo inicial em se tornar parte da mídia americana, Jennings aceitou.
Trabalhou apenas em algumas tarefas, como cobrir o florescente movimento pelos direitos civis no Sul, antes de ser convidado a apresentar o noticiário noturno de 15 minutos da rede. Os críticos acusaram a ABC de tentar atrair espectadores com um rostinho bonito, citando a falta de experiência da jovem de 26 anos e a falta de familiaridade com a cultura americana. Quando o show se expandiu para 30 minutos em 1967, Jennings solicitou uma nova atribuição.
Novas funções como repórter itinerante logo deram a Jennings a oportunidade de silenciar os críticos e aprender sobre o mundo. Em 1969, tornou-se chefe do escritório da rede no Oriente Médio em Beirute, Líbano – o primeiro escritório de notícias da televisão americana no mundo árabe. O conhecimento adquirido durante seus sete anos nessa posição serviu-lhe bem nos últimos anos, especialmente durante a Guerra do Golfo Pérsico em 1991.
Depois de uma passagem pelo programa de curta duração A.M. America (1975), Jennings tornou-se o principal correspondente estrangeiro da ABC. Quando o noticiário noturno da rede mudou para um formato de três pessoas em 1978, Jennings operou em Londres como âncora da mesa estrangeira. Ele voltou para os Estados Unidos e assumiu as funções de âncora exclusiva do World News Tonight quando o formato individual foi restabelecido em 1983. Jennings também co-ancora a cobertura da rede de todas as grandes eleições nacionais norte-americanas desde 1984.
Jennings recebeu vários prêmios Emmy e diplomas honorários. Também foi coautor do best-seller The Century (com Todd Brewster, 1998). Uma versão do livro para jovens foi publicada no ano seguinte. Em 2003, mantendo sua cidadania canadense, Jennings tornou-se cidadão norte-americano.
Ele chefiou o ABC World News Tonight desde 1978 e foi o âncora entre 1983 e Abril de 2005. Jennings morreu de câncer no pulmão em 7 de Agosto de 2005 aos 67 anos de idade. Foi substituído pelo jornalista Bob Woodruff.

## Publicações

### Artigos
- "Moose Jaw, U.S.A.? Never! Jamais!" Maclean's, p. 86. 25 de Junho de 1990. Available at HighBeam Business
- "TV's opportunity for service at Geneva." The Christian Science Monitor, p. 28. 12 de Novembro de 1985.
- Com Todd Brewster. "Variations for Four Hands On a Theme by Tocqueville." The New York Times, p. E1. 27de Janeiro de 2003.

### Livros
- Com Todd Brewster. The Century. Londres: Doubleday (1999). ISBN 0-385-48327-9.
- Com Todd Brewster. The Century for Young People. Nova York: Random House (1999). ISBN 0-385-32708-0.
- Com Todd Brewster. In Search of America.  Nova York: Hyperion (2002). ISBN 0-7868-6708-6.